# 29 luglio
Il 29 luglio è il 210º giorno del calendario gregoriano (il 211º negli anni bisestili). Mancano 155 giorni alla fine dell'anno.

## Eventi
- 238 – Gordiano III diviene imperatore romano;
- 563 – Verona si ribella ai soldati bizantini, rivolta che viene repressa con la forza;
- 1014 – Battaglia di Kleidion: Basilio II infligge una sconfitta decisiva all'esercito bulgaro; i 15000 prigionieri furono trattati in maniera selvaggia e tutti accecati tranne uno ogni cento a cui veniva lasciato un occhio per poter guidare gli altri verso casa, e proprio la vista di tale scempio pare abbia causato l'infarto fatale allo zar Samuele di Bulgaria;
- 1567 – Giacomo VI viene incoronato a Stirling;
- 1588 – Battaglia di Gravelines: l'Armata Spagnola giunge nella Manica;
- 1693 – Battaglia di Landen;
- 1793 – John Graves Simcoe decide di costruire un forte e un insediamento a Toronto;
- 1830 – A Parigi la Rivoluzione di luglio costringe all'esilio Carlo X, sostituito con Luigi Filippo;
- 1836 – Inaugurazione dell'Arco di Trionfo a Parigi, fatto costruire da Napoleone Bonaparte per commemorare la vittoria nella battaglia di Austerlitz del 1805;
- 1848 – Grande carestia irlandese, rivolta di Tipperary: a Tipperary una fallita rivolta nazionalista contro il dominio britannico viene soffocata dalla polizia;
- 1851 – Annibale de Gasparis scopre l'asteroide 15 Eunomia;
- 1858 – Stati Uniti d'America e Giappone firmano il Trattato Harris;
- 1864 – Guerra civile americana: la spia confederata Belle Boyd viene arrestata dalle truppe unioniste e detenuta nell'Old Capitol Prison di Washington;
- 1890 – Muore ad Auvers-sur-Oise Vincent Van Gogh;
- 1900 – L'anarchico Gaetano Bresci uccide a Monza Umberto I di Savoia, re d'Italia;
- 1907 – Il militare britannico Robert Baden-Powell fonda il Movimento Scout;
- 1917 – Prima guerra mondiale: nasce il corpo degli Arditi;
- 1932 – Grande depressione: a Washington, le truppe statunitensi disperdono gli ultimi veterani della prima guerra mondiale della Bonus Army;
- 1940 – Adolf Hitler incarica Alfred Jodl di comunicare ai capi delle forze armate l'intenzione di attaccare l'Unione Sovietica entro il maggio 1941;
- 1947 – Dopo essere stato spento il 9 novembre 1946 per una revisione, l'ENIAC, il primo calcolatore elettronico digitale general purpose, viene riacceso; continuerà le sue operazioni fino al 2 ottobre 1955;
- 1948 – Si aprono a Londra i Giochi della XIV Olimpiade;
- 1950 – Guerra di Corea: si conclude il massacro di No Gun Ri dove tra i 163 e i 400 civili sudcoreani vengono uccisi dagli attacchi aerei statunitensi;
- 1954 – Viene pubblicato nel Regno Unito il volume La Compagnia dell'Anello di J.R.R. Tolkien, primo tomo della trilogia de Il Signore degli Anelli;
- 1957 – Viene istituita l'Agenzia internazionale per l'energia atomica;
- 1958 – Il Congresso degli Stati Uniti crea la National Aeronautics and Space Administration (NASA);
- 1965 – Guerra del Vietnam: i primi 4000 paracadutisti della 101ª Divisione Aviotrasportata arrivano in Vietnam, atterrando nella Baia di Cam Ranh;
- 1967 – Guerra del Vietnam: al largo della costa del Vietnam del Nord, nel Golfo del Tonchino, il fuoco devasta la USS Forrestal nel peggior disastro navale statunitense dalla seconda guerra mondiale (134 marinai americani restano uccisi, 62 feriti, 21 aerei vengono distrutti e altri 42 danneggiati);
- 1968
  - Si diffonde il testo dell'enciclica Humanae Vitae di papa Paolo VI, in cui si ribadisce il rifiuto cattolico dell'aborto, dei metodi contraccettivi non naturali, della sterilizzazione anche temporanea, dell'eutanasia;
  - Erutta il vulcano Arenal, in Costa Rica;
- 1975 – Nigeria: il generale Murtala Mohammed prende il potere con un colpo di Stato;
- 1976
  - Italia: con la nomina a Ministro del lavoro e della previdenza sociale del Governo Moro IV, Tina Anselmi è la prima donna ministro della Repubblica Italiana;
  - A New York, il Figlio di Sam estrae una pistola da un sacchetto di carta, uccidendo una persona e ferendone un'altra, nel primo di una serie di attacchi che terrorizzano la città per tutto l'anno seguente;
- 1981 – Lady Diana Spencer sposa Carlo, principe del Galles;
- 1983 – Attentato a Rocco Chinnici, un magistrato italiano, vittima di mafia;
- 1989 – Esce nelle sale cinematografiche giapponesi Kiki - Consegne a domicilio, quinto lungometraggio di Hayao Miyazaki;
- 1993 – La Corte suprema israeliana assolve la guardia di un campo di sterminio nazista John Demjanjuk da tutte le accuse;
- 2004 – Dopo 143 anni di coscrizione, l'Italia abolisce la leva obbligatoria; l'ultimo giorno di "naja" sarà il 30 giugno 2005;
- 2008 – Radovan Karadžić viene estradato all'Aia per essere giudicato dal Tribunale penale internazionale per i crimini nell'ex-Jugoslavia (Tpi) su 11 capi d'accusa;
- 2015 – Microsoft rilascia la versione ufficiale di Windows 10.

## Nati
Ci sono circa 1 030 voci su persone nate il 29 luglio; vedi la pagina Nati il 29 luglio per un elenco descrittivo o la categoria Nati il 29 luglio per un indice alfabetico.

## Morti
Ci sono circa 450 voci su persone morte il 29 luglio; vedi la pagina Morti il 29 luglio per un elenco descrittivo o la categoria Morti il 29 luglio per un indice alfabetico.

## Feste e ricorrenze

### Civili
Internazionali:
- Giornata mondiale della Tigre

Nazionali:
- Fær Øer – Festa di Stato
- Romania – Festa dell'inno nazionale

### Religiose
Cristianesimo
- Santi Marta, Maria e Lazzaro di Betania
- San Berio martire a Costantinopoli
- San Callinico di Gangra, martire
- San Costantino III di Costantinopoli, vescovo (Chiesa ortodossa)
- San Felice, martire
- San Giovanni Battista Lou Tingyin, martire
- San Giuseppe Zhang Wenlan, seminarista e martire
- San Guglielmo Pinchon, vescovo
- San Kilian di Inishcaltra, abate
- Santi Flora, Lucilla, Eugenio e compagni, martiri
- San Louis Martin
- San Lupo di Troyes, vescovo
- Santa Marta Wang Louzhi, vedova, martire
- Sant'Olaf II di Norvegia, re
- San Paolo Chen Changpin, seminarista e martire
- San Prospero di Orléans, vescovo
- Santa Serafina di Mamie, martire
- Santa Serapia di Siria, martire
- Santi Simplicio, Faustino, Rufo e Viatrice (o Beatrice di Roma), martiri
- Beato Charles-Antoine-Nicolas Ancel, martire
- Beato Giovanni Battista Egozcuezàbal Aldaz, religioso e martire
- Beato José Calasanz Marques, sacerdote e martire
- Beato Julián Aguilar Martín, martire
- Beati Lucio Martinez Mancebo e 7 compagni, domenicani, martiri
- Beati Ludovico Bertrán, Mancio della Santa Croce e Pietro di Santa Maria, martiri
- Beato Pietro mercedario, martire
- Beato Urbano II, papa